# Актеон
Актеон в древногръцката митология е известен ловец. Той е олицетворение на животновъдството, земеделието и свежата зеленина в природата.
Актеон е син на Аристей и Автоноя (дъщерята на Кадъм). Възпитаван е от кентавъра Хирон. Съгласно мита, един път по време на лов близо до град Орхомен в Беотия, Актеон случайно стигнал до мястото, където се къпела Артемида със своите нимфи в реката. Вместо да се отдръпне, той останал да гледа очарован играта, непредназначена за хорски очи. Разгневената богиня превърнала Актеон в елен, който се опитал да избяга, но бил настигнат и разкъсан от собствените си кучета. Според други автори хрътките били на Артемида.
Един от най-добрите преразкази на мита за Актеон и Артемида, се съдържа в „Метаморфози“ на Овидий. Според Аполодор, Актеон бил съперник на Зевс за Семела. Диодор Сицилийски пише, че Актеон искал да се ожени за Артемида.
Сцени, изобразяващи мита за Актеон има върху две мозайки от римска вила и върху четири оброчни плочи, като три от тях са намерени в долината на река Струма – в землищата на селата Старчево и Илинденци и в античния град при село Рупите.